# Rábagyarmat
Rábagyarmat là một thị trấn thuộc hạt Vas, Hungary. Thị trấn này có diện tích 16,79 km², dân số năm 2010 là 797 người, mật độ 47 người/km².